# Grafikprocessor

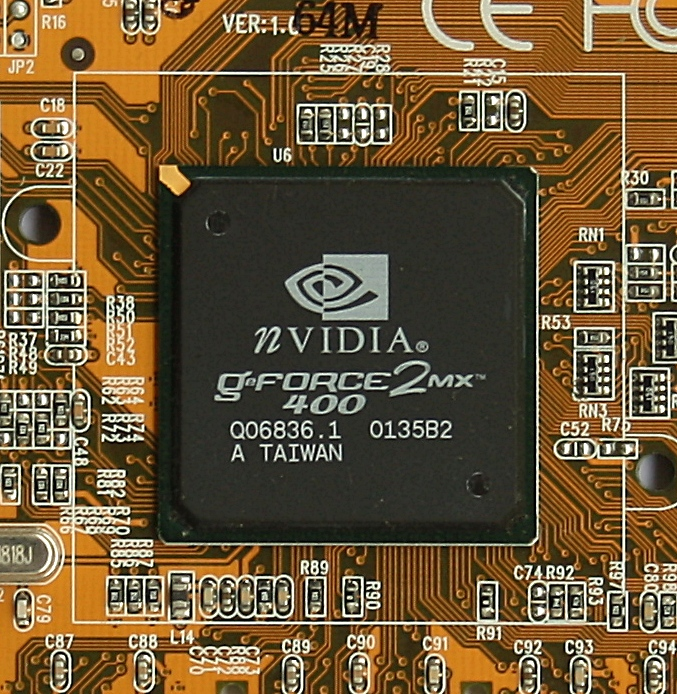
En GPU på ett grafikkort av typ Nvidia GeForce 2 med kylflänsen bortmonterad.

En grafikprocessor (på engelska: graphics processing unit, GPU) är en mikroprocessor som sitter på en dators grafikkort och hanterar bland annat signaler från datorn till bildskärmen. Till skillnad från datorns centralprocessor, som är designad för allmänna beräkningar för datorns program, är en grafikprocessor optimerad för grafikrelaterade beräkningar. De har exempelvis många kärnor. Det finns dock även andra användningsområden för en grafikprocessor, till exempel kan de användas till att knäcka krypteringar.
En grafikprocessor kan även vara integrerad i en dators CPU, en så kallad iGPU eller APU, vilket är vanligt hos billigare bärbara datorer. Två exempel på dessa grafikenheter är AMD APU och Intel HD Graphics.
Marknaden för grafikprocessorer dominerades år 2013 av Intel, AMD och Nvidia. 11 år senare, år 2024 var Nvidia den största tillverkaren med 88 % marknadsandelar.